# 水运宪
水运宪（1948年5月—），男，湖北武昌人，生于湖南常德，中国作家，湖南省作家协会原副主席，中国作家协会名誉委员。代表作有电视剧剧本《乌龙山剿匪记》。